# Брестката крепост (филм)
 Тази статия е за фима.  За крепостта вижте Брестка крепост.  
„Брестката крепост“ (на руски: Брестская крепость) е руско – беларуски военен исторически драматичен филм от 2010 г., режисиран от Александър Кот.
Базиран на реални исторически събития и разказва за героичната отбрана на Брестката крепост през юни-юли 1941 г. по време на Великата отечествена война (1941 – 1945).
На 22 юни 1941 г. войските на нацистките нашественици нахлуват на територията на Съветския съюз. Брестката крепост, която е защитавана от части на Червената армия, гранични и конвойни войски на НКВД на СССР, поема една от първите атаки на врага. Главните герои на филма имат реални прототипи, които след това оглавяват основните центрове на бойна съпротива – командирът на 44-ти пехотен полк майор Пьотър Гаврилов, военният комисар на 84-ти пехотен полк Ефим Фомин и началникът на 9-ти граничен застава, лейтенант Андрей Кижеватов.
Слоганът на филма е перифраза на реален надпис „Умирам, но не се предавам!“ Това е надписът, оставен от един от войниците във финалната част на филма.
Филмът съществува в два формата: пълнометражна филмова версия, която е пусната през 2010 г., и разширена телевизионна версия с 4 епизода, наречена The Fortress, която е показана по телевизията през 2011 г.

## Сюжет
Историята е разказана от името на Саша Акимов (Петя Клипа), който по време на описаните събития е дванадесетгодишен ученик от музикантския взвод на 333-ти пехотен полк.
Белоруска ССР, Брестката крепост. 21 юни 1941 г. Комисарят на 84-ти пехотен полк, полковият комисар Ефим Фомин, се връща в крепостта пеша след неуспешен опит да отиде при семейството си. Командирът на 44-ти пехотен полк майор Гаврилов (Пьотър Гаврилов) в разговор с офицер от Специалния отдел на НКВД лейтенант Вайнщайн по повод слуховете за предстоящото нападение на нацистка Германия срещу Съветския съюз говори за своето виждане за възможно нападение от нацистите: крепостта може да бъде обкръжена и в случай на атака цялата ще има само надежда за подкрепления. В клуба на полка започва прожекцията на съветския музикален комедиен филм „Веселите момчета“.
През нощта на железопътната гара немски диверсантници в униформа на вътрешните войски на НКВД на СССР излизат от запечатаните товарни вагони на немския влак, пристигнал предишния ден уж като част от доставката на селскостопански продукти от Германия към Белоруска съветска социалистическа република.  
На 22 юни в 4 часа сутринта Саша Акимов и неговата приятелка Аня, дъщеря на лейтенант Андрей Кижеватов, ловят риба на реката. Изведнъж в небето се появяват немски самолети. Крепостта попада под артилерийски обстрел. Аня бяга при родителите си, а Саша бяга към мястото, където трябва да се събере полкът. Паниката обхваща гарнизона. Войниците вземат оръжие без заповед. Хората се опитват да напуснат крепостта през Северната порта, но картечен огън ги унищожава и портата е блокирана от купчина тела.
Майор Гаврилов се опитва да овладее ситуацията, събира около себе си командири и организира отбраната на Източния форт на Северния остров на крепостта. Неговият отряд разполага с артилерийско оръдие и войниците успяват да отблъснат танкова атака срещу Източния форт и да унищожат вражеската пехота в ръкопашен бой. По време на битката Андрей, по-големият брат на Саша, умира. Фомин, начело на група войници от 84-ти пехотен полк, се бие на Централния остров (Цитаделата), защитавайки участъка от ринговите казарми при Холмската порта. Лейтенант Кижеватов, скрил семейството си на сигурно място, ръководи отбраната в сградата на 9-та гранична застава на Тересполската порта на Централния остров.
Германската пехота от 45-та дивизия на Вермахта пресича реката с лодки и започва щурма на Цитаделата. В казармите на 132-ри батальон на конвойните войски на НКВД немски диверсант в униформа на майор от вътрешните войски на НКВД се опитва да даде на командира на защитниците Вайнщайн саботажна инструкция да напусне заетите позиции в ринговите казарми. Фалшивият командир обаче е разкрит и унищожен. На шията на убития диверсант е открита типична немска военна значка.
Граничарите на Кижеватов се втурват в щикова атака срещу вражеската пехота. Много съветски бойци не разполагат с оръжия, а някои използват всякакви налични предмети. Германците, понасяйки загуби, се оттеглят в клуба, където се намират Соня и Коля – продавачка от гарнизонния военен павилион и местен кимооператор, които са влюбени един в друг. Коля е бит и хвърлен от балкона на клуба.
На моста при Холмската порта, който се охранява от войници на Червената армия под ръководството на Фомин, нацистите вземат заложници (затворници – пациенти от болницата, лекари и медицински сестри) с искане да се предадат. Полковият комисар инструктира войниците си да държат врага на прицела – на нивото на гърдите, а самият той излиза на моста с вдигнати ръце, имитирайки предаване, и дава на заложниците командата „Слизайте!“, в резултат на което германците, лишени от цивилно прикритие, остават открити за огън и са унищожени. Разузнаването е изпратено в бронирана кола BA-20, водена от заместник-политическия командир Самвел Матевосян, чиято задача е да събира информация за местоположението на съветските войски и пътищата за отстъпление. Оказва се, че изходът към града през Северната порта е блокиран от врага.
Саша тича до къщите на командния състав и намира децата на своите съседи Почерникови мъртви, заровени под развалините на стая, разрушена от експлозия. В съседната стая раненият старши политически инструктор Почерников стреля по германците с пистолет; съпругата му Шура се присъединява към него с пленен Лугер. Почерников нарежда на Саша да напусне, но самият той, не искайки да се предаде, се самоубива заедно със съпругата си.
Коля, събуждайки се, вижда немски войници да се подиграват на Соня и я влачат на екзекуция. Той обаче, невъоръжен, не смее да се намеси, бяга от клуба и се скрива в един кратер.
Започват проблеми с водата. Кладенец, изкопан в пода, произвежда само вода, смесена с бензин. Подстъпите към река Мухавец и каналите около крепостта са под обстрел от немски картечници денонощно.
От пилота на 123-ти изтребителен авиационен полк лейтенант Карелин, който е свален във въздушен бой над крепостта, нейните защитници научават, че съветските фронтови летища са унищожени от германската авиация, град Брест е превзет от врага, Червената армия отстъпва, частите на Вермахта вече са в покрайнините на Минск и няма от къде да чакат помощ. Комисар Фомин и капитан Иван Зубачов формират щаба на сборната група и разработват „Заповед № 1“. Решено е да се нанесе едновременен удар с останалите разпръснати сили на военните части, за да се пробие от крепостта, последвано от тяхното свързване и по-нататъшна борба с противника. Ръководството на пробивната операция се поема от полков комисар Фомин (84-ти пехотен полк), капитан Зубачов (44-ти пехотен полк) и лейтенант Виноградов (455-ти пехотен полк).
Поради смъртта на съветски войници, изпратени да докладват за предстоящия пробив, Сашка поема върху себе си доставката на заповедта, която достига до групата на майор Гаврилов. Пробивът се проваля: всички изходи от крепостта са осветени от прожектори, а немски картечници стрелят по войниците на Червената армия. Оцелелите се оттеглят обратно в крепостта.
Германците им предлагат да се предадат. Осъзнавайки, че крепостта е обречена, Кижеватов убеждава жена си да вземе хората със себе си. Жени и деца са пленени, сред тях дъщерята на Кижеватов Аня, глуха след удар от снаряд, и Саша.
Германците принуждават Коля, който е открит в кратера, да премахне звездите от шапките на мъртвите войници, за да улесни последващото им изчисляване на загубите, понесени от Червената армия при защитата на крепостта. Той се подчинява, но виждайки Соня сред мъртвите, поставя намерената немска граната М-39 в каската си сред звездите и се взривява заедно с немския старши сержант.
След провала на щурма върху крепостта е хвърлена двутонна бомба, след което германските войски прочистват крепостта с огнехвъргачки, но оцелелите съветски войници продължават да се съпротивляват. Майор Гаврилов се сбогува с войниците си, като им заповядва да пробият на малки групи. Разказвачът казва, че след войната Гаврилов е бил подложен на репресии поради това, че е бил в плен (което отчасти е вярно: Гаврилов е бил изключен от партията, лишен от военното си звание и награди, но не е бил лишен от свободата си), но през 1957 г. той е реабилитиран (възстановен в партията, върнати са званието и наградата) и е удостоен със званието Герой на Съветския съюз. Остатъците от групата на Фомин и Зубачов са пленени. Комисар Ефим Моисеевич Фомин е застрелян при Холмската порта, а през 1957 г. е награден с орден Ленин (посмъртно).
Саша, който бяга от конвой на военнопленници, върща се в крепостта и получава сътресение от експлозия на бомба, се връща при Кижеватов, който му дава пакет с молба да го спаси. Саша си тръгва, Кижеватов продължава да стреля от Максим, докато не е убит с граната. Разказвачът казва, че през 1965 г. посмъртно е удостоен със званието Герой на Съветския съюз. Саша, който излиза от крепостта, върви през полето. Под ризата му се отваря пакет и в него се появява бойно знаме.
Нашите дни. Александър Акимов в мемориала на Брестката крепост говори за това как Аня е била разстреляна от германците заедно с други членове на семейството на защитниците на крепостта през 1942 г. Екзекуцията на членове на семейството не е потвърдена с документи и факти. Всички членове на семейството са изпратени в лагер за разселени лица в Полша, но всъщност от другата страна на Буг. Мнозина оцеляват, като съпругата му Екатерина и Коля, осиновеният син на майор Гаврилов. Той е кадет от кадетския корпус, точно като него през 1941 г.